# Noyal-sous-Bazouges
Pour les articles homonymes, voir Noyal et Bazouges (homonymie).
Noyal-sous-Bazouges est une commune française du canton d'Antrain.  Noyal-sous-Bazouges dépend de l'arrondissement de Fougères-Vitré, située dans le département d'Ille-et-Vilaine en Région Bretagne, peuplée de 382 habitants.

## Géographie
| Cuguen | Cuguen               |                     |
|        | Noyal-sous-Bazouges  | Bazouges-la-Pérouse |
|        | Saint-Léger-des-Prés | Marcillé-Raoul      |

### Hydrographie
Pour un article plus général, voir Réseau hydrographique d'Ille-et-Vilaine.
La commune est située dans le bassin Loire-Bretagne. Elle est drainée par la Tamout, le ruisseau du Haut montay, le ruisseau de la Fontaine du theil, les Bouillons, et divers autres petits cours d'eau,.
La Tamout, d'une longueur de 18 km, prend sa source dans la commune de Combourg et se jette  dans le Couesnon à Val-Couesnon, après avoir traversé sept communes. 

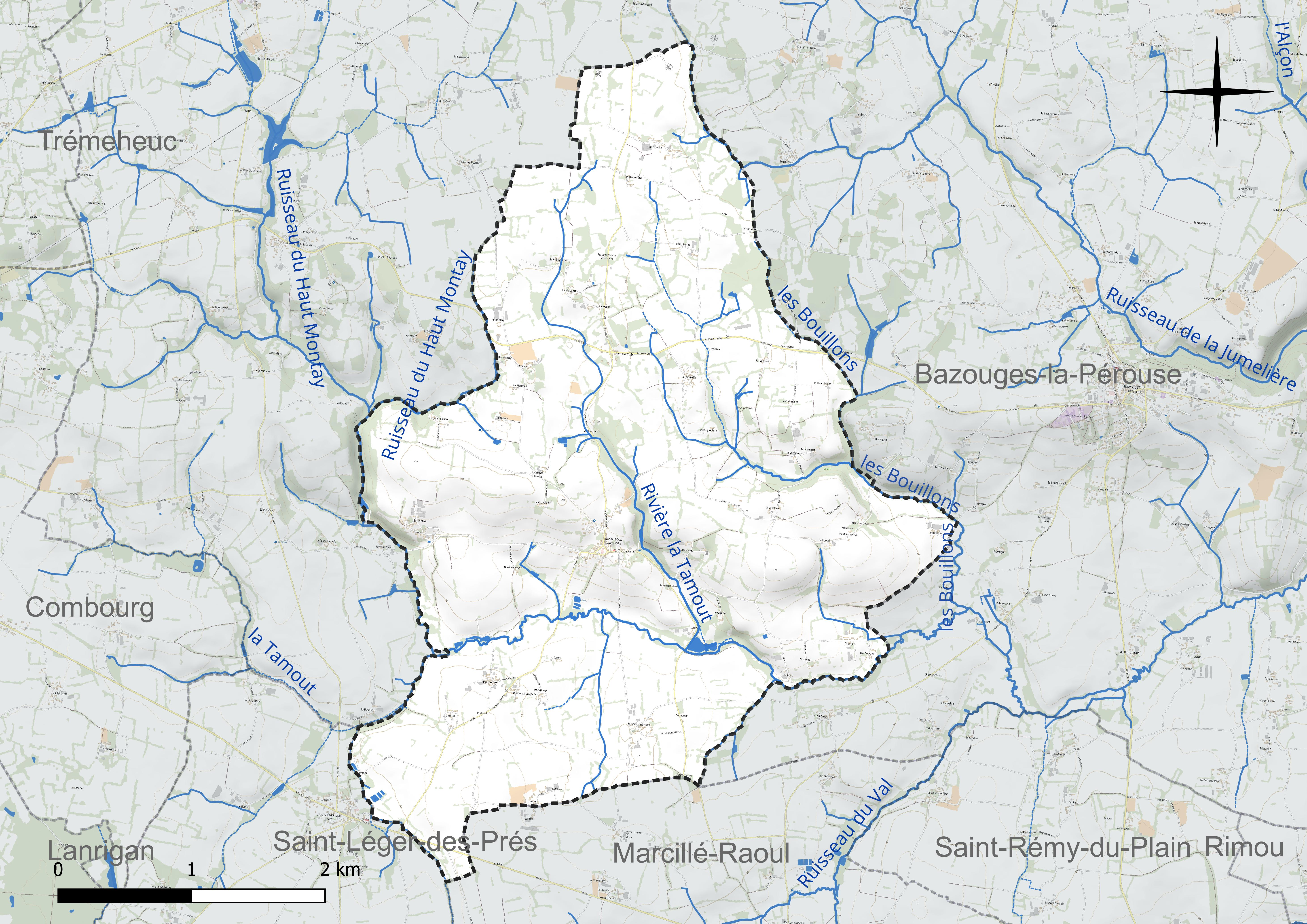
Réseau hydrographique de Noyal-sous-Bazouges.

### Climat
Pour des articles plus généraux, voir Climat de la Bretagne et Climat d'Ille-et-Vilaine.
En 2010, le climat de la commune est de type climat océanique franc, selon une étude du CNRS s'appuyant sur une série de données couvrant la période 1971-2000. En 2020, Météo-France publie une typologie des climats de la France métropolitaine dans laquelle la commune est exposée à un climat océanique et est dans la région climatique  Bretagne orientale et méridionale, Pays nantais, Vendée, caractérisée par une faible pluviométrie en été et une bonne insolation. Parallèlement l'observatoire de l'environnement en Bretagne publie en 2020 un zonage climatique de la région Bretagne, s'appuyant sur des données de Météo-France de 2009. La commune est, selon ce zonage, dans la zone « Intérieur Est  », avec des hivers frais, des étés chauds et des pluies modérées.  
Pour la période 1971-2000, la température annuelle moyenne est de 11,3 °C, avec une amplitude thermique annuelle de 12,6 °C. Le cumul annuel moyen de précipitations est de 821 mm, avec 12,8 jours de précipitations en janvier et 7,3 jours en juillet. Pour la période 1991-2020, la température moyenne annuelle observée sur la station météorologique la plus proche, située sur la commune de Feins à 9 km à vol d'oiseau, est de 11,9 °C et le cumul annuel moyen de précipitations est de 816,2 mm,. Pour l'avenir, les paramètres climatiques de la commune estimés pour 2050 selon différents scénarios d'émission de gaz à effet de serre sont consultables sur un site dédié publié par Météo-France en novembre 2022.

## Urbanisme

### Typologie
Au 1er janvier 2024, Noyal-sous-Bazouges est catégorisée commune rurale à habitat très dispersé, selon la nouvelle grille communale de densité à sept niveaux définie par l'Insee en 2022.
Elle est située hors unité urbaine et hors attraction des villes,.

### Occupation des sols
L'occupation des sols de la commune, telle qu'elle ressort de la base de données européenne d'occupation biophysique des sols Corine Land Cover (CLC), est marquée par l'importance des territoires agricoles (97,5 % en 2018), une proportion identique à celle de 1990 (97,5 %). La répartition détaillée en 2018 est la suivante : 
zones agricoles hétérogènes (49,4 %), terres arables (38,3 %), prairies (9,9 %), forêts (2,5 %). L'évolution de l'occupation des sols de la commune et de ses infrastructures peut être observée sur les différentes représentations cartographiques du territoire : la carte de Cassini (XVIIIe siècle), la carte d'état-major (1820-1866) et les cartes ou photos aériennes de l'IGN pour la période actuelle (1950 à aujourd'hui).

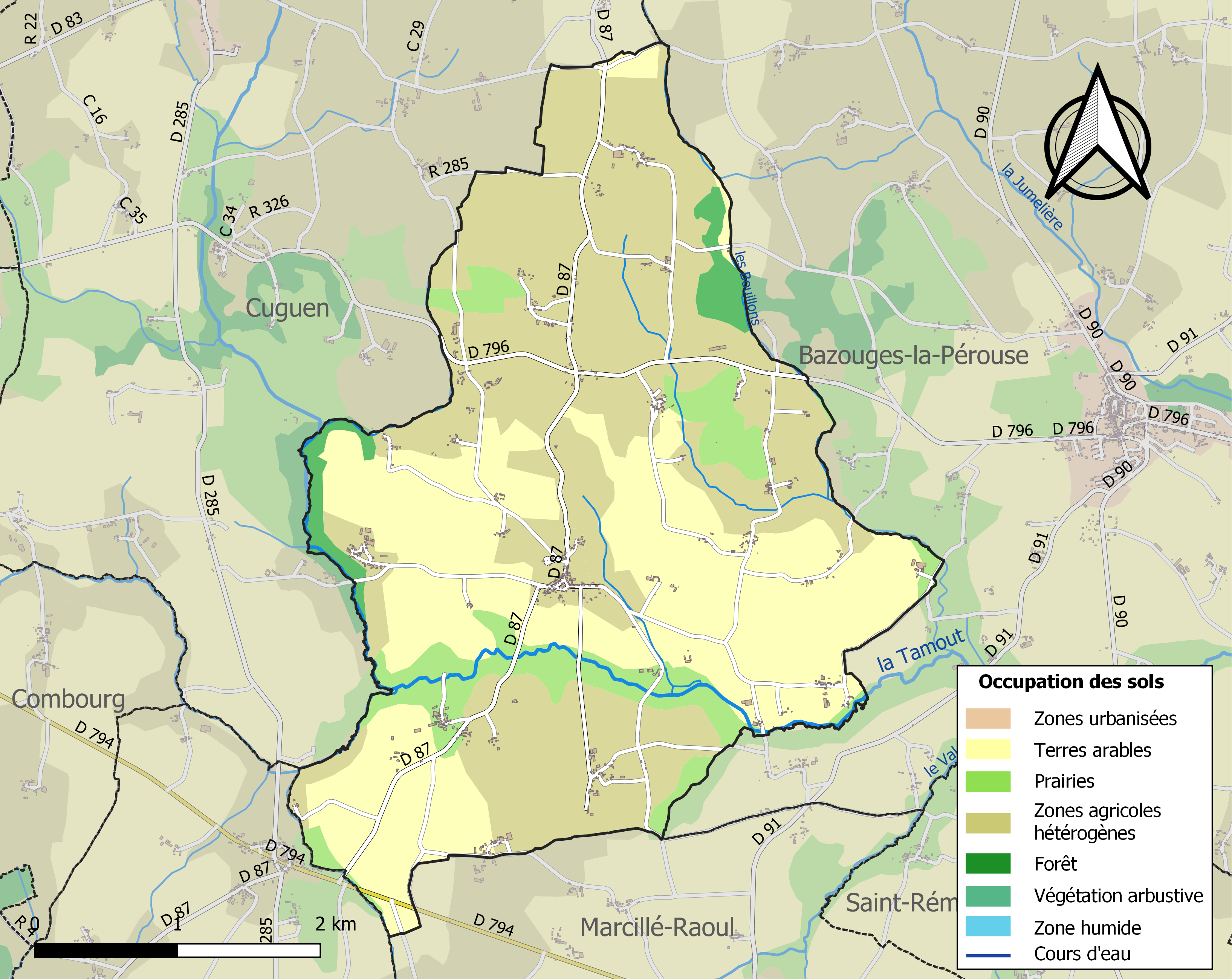
Carte des infrastructures et de l'occupation des sols de la commune en 2018 (CLC).

## Toponymie
Le nom de la localité est attesté sous les formes Sancti Martini de Noel en 1066, Nogialii en 1095, Noal au XIe siècle, Noeal soulz Bazoges en 1473,  Nulliaco Subtus Bazogia en 1516.
Il s'agit d'un toponyme d'origine gauloise dérivé de l'étymon nouioialon, désignant une terre nouvellement défrichée.

## Histoire

### Préhistoire
Le menhir christianisé de la Pierre Longue, indiqué sur une carte  postale de E. Mary-Rousselière comme se trouvant en Bazouges-la-Pérouse, se trouve certes à sa limite, mais côté Noyal-sous-Bazouges du Ruisseau du Val des Bouillons.

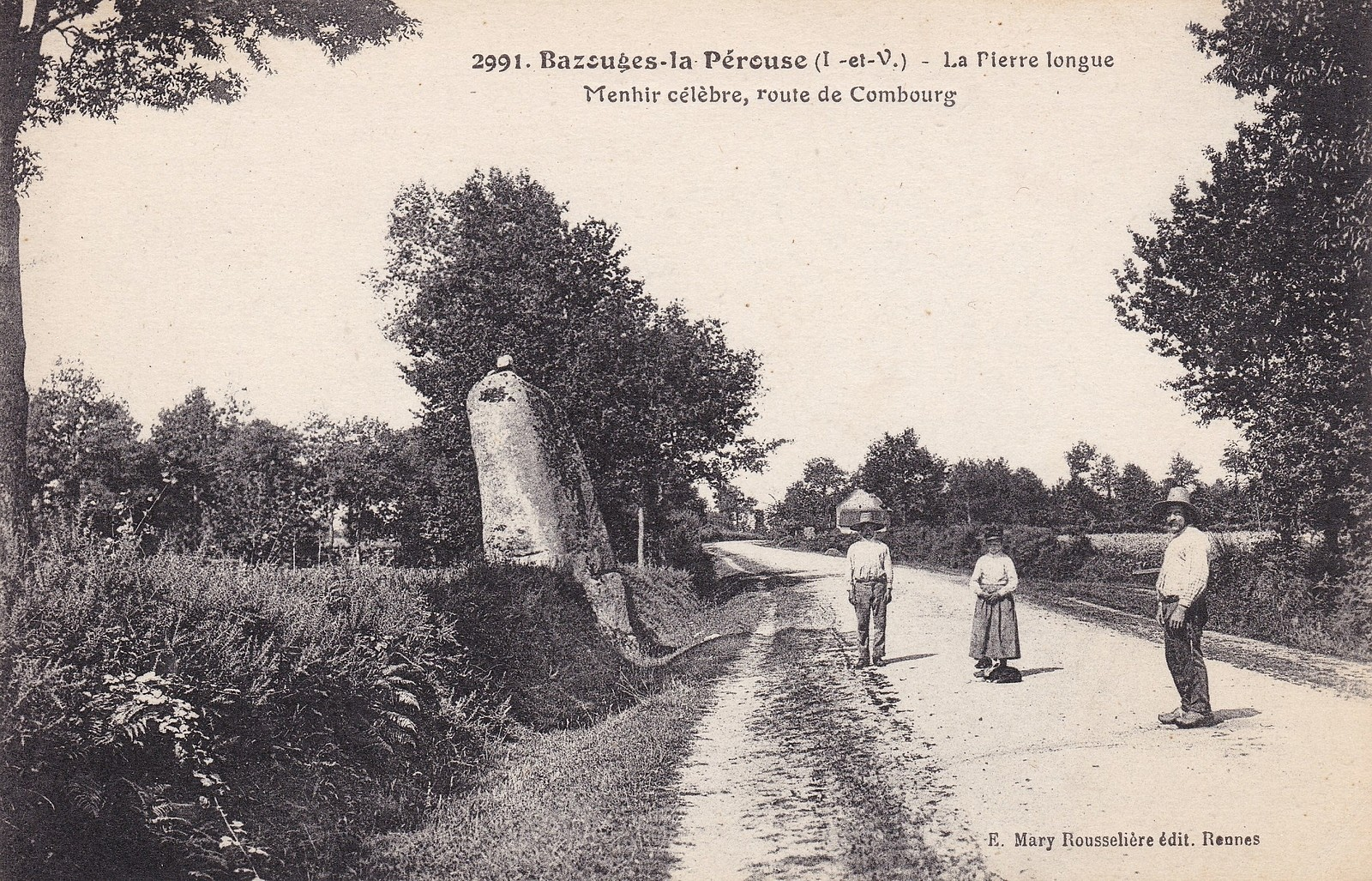
Le menhir christianisé de la Pierre Longue au début du XXe siècle (carte postale Mary-Rousselière).

### LeXXIesiècle

#### Le parc éolien du Bazougeais
Le parc éolien de Bazougeais, composé de quatre éoliennes situées entre Bazouges-la-Pérouse et Noyal-sous-Bazouges (deux éoliennes dans chacune des deux communes), construit par la société Boralex, a été mis en service en mai 2021 ; les éoliennes sont équipées de 4 turbines Vestas V117/3300 d'une puissance de 3 300 kW chacune, et d'un diamètre de 117 mètres, atteignant une puissance nominale totale de 12 000 kW.

## Politique et administration

### Liste des maires
| Période                                  | Période           | Identité                          | Étiquette | Qualité                                                                                            |
| ---------------------------------------- | ----------------- | --------------------------------- | --------- | -------------------------------------------------------------------------------------------------- |
| Les données manquantes sont à compléter. |                   |                                   |           | |
| 1947                                     | ...               | Julien Troptard                   | SFIO      | |
| mars 1971                                | août 1986 (décès) | Michel de Dieuleveult (1903-1986) |           | Ancien lieutenant-colonel d'artillerie Chevalier de la Légion d'honneur, Croix de guerre 1939-1945 |
| 1986                                     | mars 2001 (décès) | Joseph Mallet                     |           | Agriculteur                                                                                        |
| avril 2001                               | mars 2008         | André Diard                       |           | Retraité                                                                                           |
| mars 2008                                | mars 2014         | Pierre Étienne                    |           | Agriculteur                                                                                        |
| mars 2014                                | 3 juillet 2020    | Jean-Yves Éon                     | SE        | Agriculteur                                                                                        |
| 3 juillet 2020                           | En cours          | Bertrand Mallet                   |           | Agriculteur                                                                                        |

### Jumelages
As Nogais (Espagne) depuis 2004.

## Démographie
L'évolution du nombre d'habitants est connue à travers les recensements de la population effectués dans la commune depuis 1793. Pour les communes de moins de 10 000 habitants, une enquête de recensement portant sur toute la population est réalisée tous les cinq ans, les populations de référence des années intermédiaires étant quant à elles estimées par interpolation ou extrapolation. Pour la commune, le premier recensement exhaustif entrant dans le cadre du nouveau dispositif a été réalisé en 2008.
En 2022, la commune comptait 382 habitants, en évolution de −1,55 % par rapport à 2016 (Ille-et-Vilaine : +5,46 %, France hors Mayotte : +2,11 %).
| 1793 | 1800 | 1806  | 1821  | 1831  | 1836  | 1841  | 1846  | 1851  |
| ---- | ---- | ----- | ----- | ----- | ----- | ----- | ----- | ----- |
| 848  | 986  | 1 033 | 1 017 | 1 078 | 1 005 | 1 014 | 1 090 | 1 066 |

| 1856  | 1861  | 1866  | 1872  | 1876  | 1881  | 1886  | 1891  | 1896  |
| ----- | ----- | ----- | ----- | ----- | ----- | ----- | ----- | ----- |
| 1 107 | 1 119 | 1 113 | 1 125 | 1 133 | 1 145 | 1 095 | 1 075 | 1 050 |

| 1901  | 1906  | 1911 | 1921 | 1926 | 1931 | 1936 | 1946 | 1954 |
| ----- | ----- | ---- | ---- | ---- | ---- | ---- | ---- | ---- |
| 1 042 | 1 006 | 945  | 705  | 732  | 718  | 739  | 645  | 612  |

| 1962 | 1968 | 1975 | 1982 | 1990 | 1999 | 2006 | 2008 | 2013 |
| ---- | ---- | ---- | ---- | ---- | ---- | ---- | ---- | ---- |
| 572  | 520  | 502  | 447  | 378  | 379  | 374  | 373  | 392  |

| 2018 | 2022 | - | - | - | - | - | - | - |
| ---- | ---- | - | - | - | - | - | - | - |
| 382  | 382  | - | - | - | - | - | - | - |

## Lieux et monuments
- Menhir de la Pierre Longue, classé monument historique en 1889[32].
- Église Saint-Martin, édifiée en 1855-1856 par l'architecte Jean Maire Anger de La Loriais.
- Manoir du Quartier (XVe – XVIe siècles).
- Maison natale de Gilles Anne Lodin-Lalaire[33].

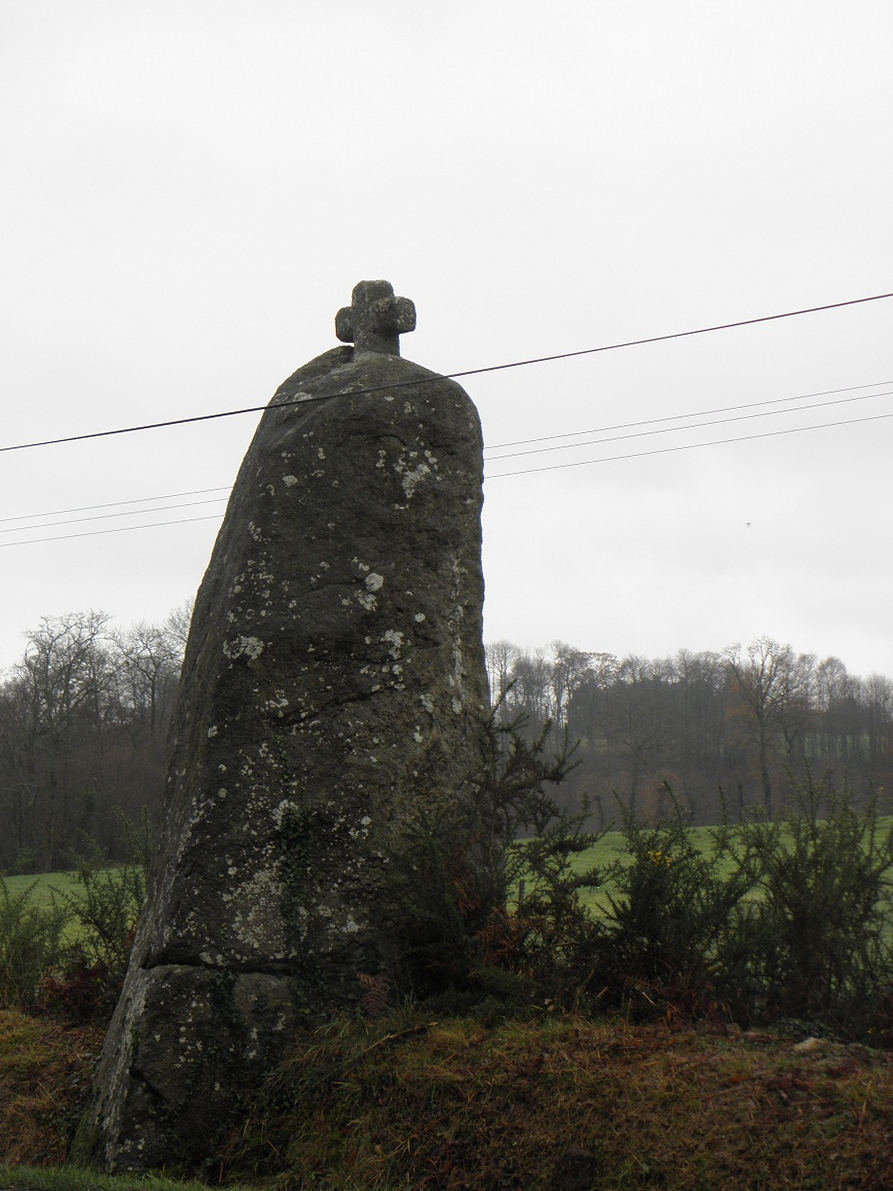
Le menhir de la Pierre Longue.
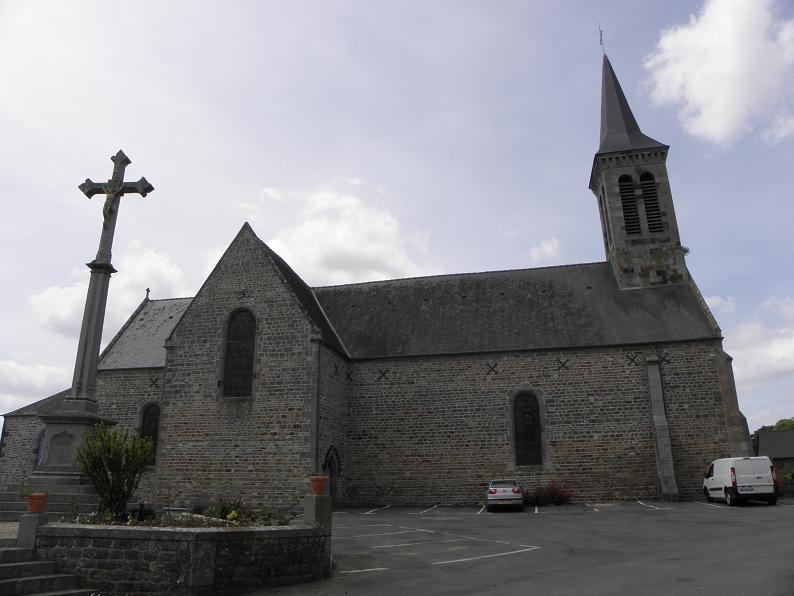
L'église paroissiale Saint-Martin.

## Personnalités liées à la commune
- Gilles Lodin-Lalaire (1746-1822), député d'Ille-et-Vilaine au Conseil des Cinq-Cents, né à Noyal-sous-Bazouges.